# Bertha Celeste Homem de Mello
Bertha Celeste Homem de Mello (Pindamonhangaba, 21 de março de 1902 — Jacareí, 16 de agosto de 1999) foi uma poetisa, farmacêutica e professora brasileira, autora da letra em português da canção Parabéns a Você, comumente cantada nos aniversários.

## Biografia
Única filha de casal de fazendeiros de Pindamonhangaba, Bertha formou-se em farmácia. Casou-se e teve uma única filha, Lorice.
Tinha quarenta anos de idade quando participou, junto a outros cinco mil candidatos, do concurso para a escolha da letra de Parabéns a Você, que compôs em apenas cinco minutos. Além deste concurso, que venceu usando o pseudônimo de "Léa Guimarães", participava de diversos outros que ouvia pelo rádio, sendo vencedora diversas vezes - como na quadra feita para escolha do jingle de uma cera de polimento de pisos, que dizia: "Vou lhe contar um segredo / Que todos sabem de cor / Dá lustro até num rochedo / A supercera Record".
Doutorou-se em Letras, escrevendo poemas que foram mais tarde publicados no livro "Devaneios". Aos 54 anos mudou-se para a cidade de Jacareí, onde lecionou por mais de 40 anos e em 12 de setembro de 1998 recebeu o título de cidadã honorária, mesmo data em que lançou seu livro. Além da canção mais conhecida uma outra, intitulada "Arraiá", foi gravada pelo cantor Rolando Boldrin.
Declarava ter se emocionado em várias ocasiões em que sua letra foi entoada, especialmente durante a festa do Quarto Centenário da cidade de São Paulo e durante visita do Papa João Paulo II em 1980, à cidade de Aparecida.
Bertha morreu em Jacareí aos 97 anos, vítima de pneumonia, em 16 de agosto de 1999 e foi sepultada em Pindamonhangaba.

## O concurso
Em 1942, o compositor Almirante, insatisfeito com o fato de no Brasil a canção de aniversário ser cantada em inglês, idealizou um concurso na Rádio Tupi, do Rio de Janeiro, para a criação em português da canção norte-americana "Happy Birthday To You".
A escolha da canção vencedora coube à Academia Brasileira de Letras, com os Imortais Olegário Mariano, Cassiano Ricardo e Múcio Leão. A canção de Bertha foi a vencedora por dois motivos principais: foi uma das únicas que trazia cada verso diferente (a maioria repetia a mesma frase) e pela beleza.

### A letra
A letra original de Parabéns a Você é:
| “ | Parabéns a você, nesta data querida, muita felicidade, muitos anos de vida". | ” |

Sobre ela diversas vezes a autora se irritava com os erros comumente cometidos pelas pessoas, que costumam entoar os versos como "parabéns pra você / nessa data querida / muitas felicidades..." Sobre os erros grifados ela acentuava que não era "pra você", e sim "a você"; "nesta data" e nunca "nessa" e, finalmente, o terceiro erro, repetia que "a felicidade é uma só" - singular e não plural.

### Direitos autorais
A canção original, composta em 1893 pelas irmãs Mildred Jane e Patty Smith Hill já se encontra em domínio público, no entanto Bertha permanece detentora dos direitos sobre a versão da letra. Lorice Homem de Melo, filha e única herdeira, recebe atualmente 16,66% dos valores arrecadados pela canção, que permanece como uma das mais tocadas no Brasil. Ao longo de trinta anos, este valor foi dividido com o produtor musical Jorge de Mello Gambier até que, em 1978, Gambier firmou um contrato com Bertha por acrescentar uma nova estrofe. Em 2009, após um processo judicial, Berta voltar a receber o valor integral dos direitos autorais.